# Qiao Bin
Qiao Bin (chinesisch 乔斌, Pinyin Qiáo Bīn; * 17. November 1992 in Xiangtan, Hunan, Volksrepublik China) ist ein ehemaliger chinesischer Badmintonspieler. 

## Karriere
Qiao Bin wurde bei den China Masters 2010 und der China Open Super Series 2010 Neunter im Herreneinzel. Bei der China Open Super Series 2011, der China Open Super Series 2012 und den Macau Open 2012 belegte er Rang 17. Mit Rang fünf im Einzel erreichte er bei den China Masters 2012 seine bisher wertvollste Platzierung.
Nach 2018 ist Qiao in den Ergebnislisten der BWF nicht mehr verzeichnet.